# Joseph Cedar
Joseph Cedar (en hébreu יוסף סידר) est un réalisateur et scénariste israélien né le 31 août 1968.

## Filmographie
- 2000 : Ha-Hesder
- 2004 : Campfire (Medurat Hashevet)
- 2007 : Beaufort
- 2010 : Sharon Amrani: Remember His Name
- 2011 : Footnote
- 2017 : Norman

## Distinctions

### Récompenses
- 2007 : Ours d'argent du meilleur réalisateur à la Berlinale 2007 pour Beaufort
- Festival de Cannes 2011 : Prix du scénario pour Footnote
- 2011 : Meilleur film à l'Ophir du cinéma pour Footnote
- 2012 : Meilleur scénario au Festival international du film de Dublin pour Footnote

### Nominations
- 2008 : Oscar du meilleur film en langue étrangère pour Beaufort
- 2012 : Oscar du meilleur film en langue étrangère pour Footnote